# Striglina asinina
Striglina asinina är en fjärilsart som beskrevs av W. Warren 1899. Striglina asinina ingår i släktet Striglina och familjen Thyrididae. Inga underarter finns listade i Catalogue of Life.